# Предельное правдоподобие
Функция предельного правдоподобия (англ. Marginal Likelihood Function) или интегрированное правдоподобие (англ. integrated likelihood) — это функция правдоподобия, в которой некоторые переменные параметры исключены. В контексте байесовской статистики, функция может называться обоснованностью (англ. evidence) или обоснованностью модели (англ. model evidence).

## Концепция
Если дано множество независимых одинаково распределённых точек данных {\displaystyle \mathbb {X} =(x_{1},\ldots ,x_{n}),}, где параметр {\displaystyle x_{i}\sim p(x_{i}|\theta )} согласно некоторому распределению вероятностей с параметром {\displaystyle \theta }, где параметр {\displaystyle \theta } сам по себе является случайной величиной, заданной распределением, то есть {\displaystyle \theta \sim p(\theta |\alpha )}. Функция предельного правдоподобия в общем случае спрашивает, какова вероятность события {\displaystyle p(\mathbb {X} |\alpha )}, где {\displaystyle \theta } исключено (путём интегрирования по этому параметру):
{\displaystyle p(\mathbb {X} |\alpha )=\int _{\theta }p(\mathbb {X} |\theta )\,p(\theta |\alpha )\ \operatorname {d} \!\theta }
Определение выше сформулировано в контексте байесовской статистики. В классической (частотной) статистике концепция предельного правдоподобия появляется вместо этого в контексте совместного параметра {\displaystyle \theta =(\psi ,\lambda )}, где {\displaystyle \psi } является фактическим параметром, а {\displaystyle \lambda } является мешающим параметром. Если существует распределение вероятности для {\displaystyle \lambda }, часто желательно рассмотреть функцию правдоподобия лишь в терминах {\displaystyle \psi } путём исключения {\displaystyle \lambda }:
{\displaystyle {\mathcal {L}}(\psi ;\mathbb {X} )=p(\mathbb {X} |\psi )=\int _{\lambda }p(\mathbb {X} |\lambda ,\psi )\,p(\lambda |\psi )\ \operatorname {d} \!\lambda }
К сожалению, предельные правдоподобия, как правило, трудно вычислить. Точные решения известны для малого класса распределений, в частности, когда исключаемый параметр является сопряжённым априорным распределением распределения данных. В других случаях нужен некий метод численного интегрирования, либо общий метод интегрирования, такой как метод Гаусса или метод Монте-Карло, или метод, разработанный специально для статистических задач, такой как аппроксимация Лапласа, семплирование по Гиббсу/Метрополису, или EM-алгоритм.
Можно также применить вышеприведённые соглашения к отдельной случайной величине (точке данных) x, а не к множеству наблюдений. В контексте байесовской теории это эквивалентно априорному прогнозируемому распределению точки данных.

## Приложения

### Сравнение байесовских моделей
При сравнении байесовских моделей исключённые переменные являются параметрами для определённого типа модели, а оставшиеся переменные являются характеристиками модели. В этом случае предельное правдоподобие является вероятностью данных при заданном типе модели без предположения о значениях каких-либо конкретных параметров. Функция предельного правдоподобия для модели M равна
{\displaystyle p(x|M)=\int p(x|\theta ,M)\,p(\theta |M)\,\operatorname {d} \!\theta }
Именно в этом контексте обычно используется термин обоснованность модели. Эта величина важна, поскольку отношение апостериорных шансов для модели  M1 и другой модели M2 вовлекает отношение функций предельного правдоподобия, так называемый коэффициент Байеса:
{\displaystyle {\frac {p(M_{1}|x)}{p(M_{2}|x)}}={\frac {p(M_{1})}{p(M_{2})}}\,{\frac {p(x|M_{1})}{p(x|M_{2})}}}
что можно схематично сформулировать как
апостериорные шансы = априорные шансы × коэффициент Байеса